# Даст, Мир
Мир Даст (англ. Mir Dast, 3 декабря 1874 — 24 июня 1950) — индийский кавалер креста Виктории, высшей воинской награды за героизм, проявленный в боевой обстановке, которая может быть вручена военнослужащим стран Содружества и прежних территорий Британской империи.

## Биография
К 40 годам Мир Даст был джемадаром 55-го полка стрелков Кока Британской Индийской армии. За свои действия 26 апреля 1915 года, во время немецкой газовой атаки при Ипре, в бельгийском Вильтье был представлен к награде.
В официальном объявлении о награде говорилось:
За выдающуюся храбрость и высокие лидерские качества, проявленные 26 апреля 1915 года в районе Ипра.
В ходе атаки он доблестно возглавлял свой взвод, а затем, когда вокруг не осталось британских офицеров, собрал разрозненные части полка и сохранял их под своей командой вплоть до приказа на отступление.

Джемадар Мир Даст в тот же день ещё раз продемонстрировал недюжинную отвагу, когда способствовал доставке восьми британских и индийских офицеров в безопасное место, находясь под сильным огнём противника.
В дальнейшем, боевые газы нанесли тяжёлый вред здоровью Даста и в 1916 году он был вынужден демобилизоваться и вернуться в Индию.